# Bistabiel

Grafiek die de twee stabiele toestanden (1 en 3) weergeeft.

Een elektrische schakeling, een component, een apparaat of (meer algemeen) een systeem is bistabiel als het twee stabiele toestanden heeft. Deze eigenschap gaat gepaard met een hysterese en geeft het systeem een geheugenwerking.

## Schakelen tussen de toestanden
Wanneer het systeem zich in een van beide toestanden bevindt en enigszins verstoord wordt, verschuift de toestand ook enigszins. Wanneer de verstoring weer verdwijnt, keert het terug naar de oorspronkelijke stabiele toestand. Pas wanneer de verstoring van het systeem groot genoeg is, kan het de andere stabiele toestand bereiken. Als de verstoring daarna verdwijnt, blijft het in deze nieuwe stabiele toestand en keert het niet terug naar de oorspronkelijke toestand. Een tweede verstoring (meestal anders, tegengesteld gericht of anders, tegengesteld van aard) is nodig om het systeem weer naar de eerste toestand terug te schakelen.
Het gevolg hiervan is dat het systeem bij dezelfde externe omstandigheden zich in twee verschillende toestanden kan bevinden. Het verschijnsel dat het systeem van de ene toestand naar de andere een zeker 'pad' volgt noemt men hysterese. In de praktijk zullen de paden 'heen' en 'terug' ongeveer even lang zijn, resulterend in een symmetrische hysterese.

## Voorbeelden
Bistabiliteit is een veel voorkomende eigenschap. Een eenvoudig voorbeeld is de elektrische schakelaar. Wanneer men een wipschakelaar aan één zijde slechts licht indrukt en weer loslaat, veert hij terug naar de oorspronkelijke toestand. Pas wanneer men de schakelaar ver genoeg indrukt, kantelt deze naar de andere stabiele toestand en blijft daar ook wanneer men hem weer loslaat. Om de schakelaar naar de uitgangstoestand terug te schakelen moet deze aan de andere kant ingedrukt worden.
Relais zijn meestal monostabiel, maar ze bestaan ook in bistabiele uitvoeringen. Het anker kan in twee stabiele posities verkeren en de bijbehorende contacten sluiten. Het voordeel is dat in geen van de beide posities elektrische energie nodig is om de stroomkring te sluiten of te verbreken. Alleen bij het bekrachtigen van het relais om de andere positie te activeren is elektrische energie nodig.
In veel sensoren zoals de thermostaat wordt een bistabiel relais toegepast. Er moet dan worden voorkomen dat de temperatuursensor dit relais te snel achter elkaar aan- en uitschakelt. De thermostaat heeft daarom een in- en een uitschakeltemperatuur met daartussen de hysterese. Tussen die twee temperaturen is de schakelaar van het relais "aan" zolang de temperatuur stijgt tot de uitschakeltemperatuur is bereikt en "uit" zolang de temperatuur daalt tot de inschakeltemperatuur is bereikt.
Een voorbeeld uit de elektronica is de bistabiele multivibrator (flipflop of geheugencel). Bij deze is er een ingang waarmee de schakeling in een toestand wordt gebracht die als "aan" wordt aangeduid en een ingang die de schakeling "uit" zet. Wanneer op geen van beide ingangen een signaal staat blijft de geheugencel in de toestand die zij heeft. Afhankelijk van de uitgebreidheid van de schakeling is er wel of geen gedefinieerd gedrag als beide ingangen tegelijk worden aangestuurd.

## Multi- en astabiliteit
Een systeem met meer dan twee stabiele toestanden heet multistabiel. Dit komt onder meer voor bij zogenoemde keuzeschakelaars, die een aantal standen (meestal 3 - 12) hebben. Er bestaan ook tristabiele relais, waarbij de neutrale middenpositie eveneens stabiel is. Een systeem dat zonder externe beïnvloeding periodiek heen en weer schakelt tussen twee toestanden noemt men astabiel, er is sprake van oscillatie en het systeem heet een oscillator.